# Slaktaren, Uppland
Slaktaren är en sjö i Norrtälje kommun i Uppland och ingår i Broströmmens huvudavrinningsområde.